# Estanislau Pedrola Fortuny
Estanislau Pedrola Fortuny   (Cambrils, 24 d'agost de 2003), conegut esportivament com a Estanis Pedrola, és un futbolista català que juga com a davanter a la UC Sampdoria. Duu el nom Estanislau en honor al seu besavi Estanislau Pedrola Rovira, fotògraf independentista català que va lluitar a la Guerra Civil Espanyola i va morir a mans dels nazis en un camp de concentració.

## Trajectòria
Estanislau va arribar al planter del FC Barcelona l'estiu del 2021 procedent de la Fundació Futbol Base Reus per a jugar amb el primer equip juvenil. Prèviament, havia jugat quatre temporades al FC Costa Daurada Salou, d'on va ser fitxat pel Club de Futbol Reus Deportiu abans de passar a les categories inferiors del RCD Espanyol de Barcelona, on jugaria durant cinc temporades.
El 21 de novembre del 2021 va debutar amb el Barça B, el filial culer, jugant els darrers 7 minuts del partit de la Primera Divisió RFEF contra l'Albacete Balompié. Dues setmanes més tard, va marcar el seu primer gol amb l'equip, en una victòria per 3 a 1 contra l'Atlètic Balears.
El 2 de gener del 2022 també va debutar amb el primer equip, entrant de substitut en el minut 80 del partit de la Primera Divisió espanyola jugat contra el RCD Mallorca.
L'11 d'agost de 2023, Pedrola va signar un contracte de quatre anys amb el club italià Sampdoria. Després de passar la temporada 2023-24 cedit, la Sampdoria tenia l'obligació de comprar els seus drets de manera permanent.